# 万妃
万妃  （高棉语：សម្តេចព្រះវររាជនីវ៉ាន់） 无姓名记载，柬埔寨华人，柬埔寨国王西索瓦宠妃，西索瓦·莫尼旺国王之母，柬埔寨国父诺罗敦·西哈努克国王之外祖母，现任柬埔寨国王诺罗敦·西哈莫尼之曾外祖母。